# Cuneisigna
Cuneisigna là một chi bướm đêm thuộc họ Noctuidae.

## Các loài
- Cuneisigna cumamita (Bethune-Baker, 1911)
- Cuneisigna obstans (Walker, 1858)
- Cuneisigna rivulata (Hampson, 1902)